# Актобе (Кербулацький район)
Актобе́ (каз. Ақтөбе) — село у складі Кербулацького району Жетисуської області Казахстану. Входить до складу Басшийського сільського округу.
У радянські часи село називалось Аралтобе чи Перше Мая.
Населення — 371 особа (2021; 599 у 2009, 665 у 1999, 576 у 1989).